# Iván Fiódorov
Iván Fiódorov o Fedorov o Fyodorov (del ruso: Ива́н Фёдоров) († 1733), fue un navegante ruso y comandante en jefe en 1732 de una expedición al norte de Alaska.
Después de la primera expedición a Kamchatka de Vitus Bering (1725-1730), los esfuerzos de exploración rusos fueron continuados por el teniente Martin Spangberg y el navegante Fiódorov.
En 1732, junto con algunos de los participantes de la primera expedición a Kamchatka, el agrimensor Mijaíl Gvózdev y el navegante K. Moshkov, Fiódorov navegó en el Sviatói Gavriil (San Gabriel) hasta el cabo Dezhnev, el punto más oriental de Asia. A partir de ahí, después de haberse reabastecido de agua el 5 de agosto, navegaron en dirección este y pronto se acercaron a la parte continental americana en el cabo Príncipe de Gales, en Alaska. Cartografiaron la costa noroeste de Alaska y dejaron un mapa de su ruta. De esta manera, Fiódorov y Gvózdev completaron el descubrimiento del estrecho de Bering, iniciado antes por Dezhniov y Fedot Popov y continuado por Bering. La expedición también descubrió tres islas previamente desconocidas, las dos islas Diomedes y la isla San Lorenzo.